# Plerogyra cauliformis
Plerogyra cauliformis là một loài san hô trong họ Euphyllidae. Loài này được Ditlev mô tả khoa học năm 2003.